# Bolboneura sylphis
Bolboneura sylphis är en fjärilsart som beskrevs av Bates 1864. Bolboneura sylphis ingår i släktet Bolboneura och familjen praktfjärilar. Inga underarter finns listade i Catalogue of Life.